# Along Comes Cal
Albums de Cal Tjader
Hip Vibrations
(1967) Solar Heat
(1968)
Along Comes Cal est un album de Cal Tjader paru en 1967. Le morceau Quando Quando Que Sera est un single de cet album.

## Style de l'album
Latin jazz, post-bop, Afro-Cuban jazz

## Titres
1. Quando Quando Que Sera (A1)   ∫ de Farrill & Marak
2. 'Round Midnight (A2)  ∫ de Bernie Hanighen, Thelonious Monk & Cootie Williams
3. Trick Or Treat (A3)   ∫ de Teddy Randazzo & Victoria Pike
4. Yellow Days (A4)   ∫ de Alan Bernstein & Alvaro Carrillo
5. Our Time Will Come (A5)   ∫ de Mort Garson & Bob Hilliard
6. Along Comes Mary (A6)   ∫ de Tandyn Almer (reprise réarrangée du titre de The Association)
7. Los Bandidos (Version Live '67) (B1)   ∫ de Cal Tjader
8. Similau (B2)   ∫ de Arden Clar & Harry Coleman
9. Green Pepper (B3)    ∫ de Sol Lake
10. Samba Do Suenho (Nouvelle version) (B4)    ∫ de Cal Tjader

## Single extrait au format 45 tours (7″)
- 1967 : 1. Quando Quando Que Sera (A1) (Single) / 2. Trick Or Treat (B2) ∫ Référence : Verve Records Verve VK 10552 produit par Creed Taylor.

## Personnel & Enregistrement
Formation Septet de Cal Tjader réunie pour l'occasion.
- Enregistrement les 28 et 29 mars 1967 au Van Gelder Recording Studio, Englewood Cliffs, New Jersey. Masters Verve Records.

- Enregistrement live à El Matador, San Francisco - Janvier 1967. Masters Verve Records.

## Informations de sortie
- Année de sortie : 1967
- Intitulé : Cal Tjader - Along Comes Cal
- Label : Verve Records
- Référence Catalogue : Verve  V6-8671
- Format : LP 33 ou (12″)
- Liner Notes : …

## Réédition au format CD
Aucune réédition n'est disponible au format CD.

## Observations
On remarque la nouvelle version du morceau Samba Do Suenho, préalablement enregistré sur l'album Bamboleate (1966) par Cal et Eddie Palmieri : cette version est plus rythmique et contient un solo très enlevé de piano d'Al Zulacia.
Comme Chico O'Farrill le dit dans les notes de couverture, le titre 2 est interprété dans une version inattendue : « Tout le monde approche le titre » 'Round Midnight «  si sérieusement, nous avons décidé de prendre un peu de bon temps avec!… » 
Cal utilise Chico O'Farrill pour les arrangements « groove » et diriger cet album de Jazz avec une grande maîtrise. Les adaptations latines jazz fonctionnent d'autant, que tous ces titres étaient déjà des compositions déjà à tendance "latine" à l'origine sauf le titre 'Round Midnight dont les puristes ne douterons pas! (cf : autre version 'Round About Midnight : album de Miles Davis de 1957 ).